# Zelenike
Zelenike (cyr. Зеленике) – wieś w Bośni i Hercegowinie, w Republice Serbskiej, w gminie Derventa. W 2013 roku liczyła 13 mieszkańców.